# Larry Lutin
Larry Lutin, né le 8 septembre 1993 au Gosier en Guadeloupe, est un coureur cycliste français.

## Biographie
En octobre 2017, Larry Lutin devient champion de la Caraïbe du contre-la-montre en Martinique,. L'année suivante, il se classe neuvième de la course en ligne des Jeux d'Amérique centrale et des Caraïbes. Il remporte ensuite deux étapes du Tour de la Guadeloupe en 2019.

## Palmarès et résultats

### Palmarès par année
- 2016
  - Théobald Mania Classique
  - 3e étape du Tour de Marie-Galante
- 2017
  -  Champion de la Caraïbe du contre-la-montre
  - Grand Prix Théobaldmania Classique
  - Critérium CRCG
- 2018
  - Théobald Mania Classique
  - Critérium CRCG
  - Prologue du Grand Prix du Marronnage
  - 2eb étape du Tour de Guyane (contre-la-montre)
- 2019
  - Prologue du Grand Prix de la Banane Durable
  - Prologue et 8ea étape du Tour de Guadeloupe :
  - 2e du Tour de Guyane
  -  Médaillé de bronze du championnat de la Caraïbe sur route
- 2021
  - Prologue du Mémorial Freddy Urcel
- 2022
  - 3e étape du Grand Prix RCI Guadeloupe
  - 1re étape du Grand Prix du Conseil Départemental de Guadeloupe
  - 1re étape du Grand Prix Boris Carène
- 2023
  - Prologue du Grand Prix du Conseil Départemental de Guadeloupe
  - 3ea étape du Grand Prix Boris Carène
  - Prologue du Tour de Marie-Galante
- 2025
  - Prologue du Grand Prix Shilo'h
  - 3e du championnat de la Guadeloupe du contre-la-montre

### Classements mondiaux
| Année            | 2017 |
| ---------------- | ---- |
| UCI America Tour | 420e |